# S&P Global Ratings
 (транскр.  Ес-Енд-Пи глобал рејтингс) америчка је агенција за кредитни рејтинг са седиштем у Њујорку. Део је предузећа S&P Global, које објављује финансијска истраживања и анализе о акцијама, обвезницама и роби. Сматра се једном од три велике агенције за кредитни рејтинг, уз Moody's Ratings и Fitch Ratings.